# Nashat Akram
Nashat Akram Al-Eissa (arabisk: نشأت أكرم عبد علي, født 12. september 1984) er en fodboldspiller fra Irak, der spiller for Dalian Aerbin i Kina. Han spiller normalt på midbanen.

## Landsholdskarriere
Nashat Akram var styremanden bag det irakiske fodboldlandshold. Nashat fik debut på det irakiske landshold , som kun 17-årig, hvor han hurtig slog til og udviklede sig til en vigtig spiller på holdet. Da Irak vandt det asiatiske mesterskab i 2007, blev Nashat kåret som den 2. bedste spiller, efter sin landsmand Younis Mahmoud.
Nashat Akram nåede at spille 116 kampe og score 18 mål i landsholds trøjen. 